# Grimoald III

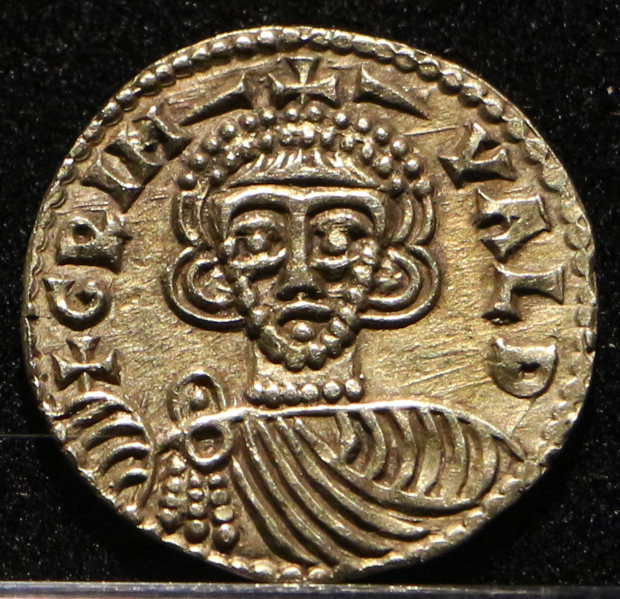
Munt met beeltenis van prins Grimoald III

Grimoald III (hertogdom Benevento, circa 763 – april 806) was heerser over het prinsdom Benevento (787-806) in Zuid-Italië. Hij was een Longobardische edelman en tijdgenoot van keizer Karel de Grote van het Frankische Rijk.

## Levensloop
Grimoald was het tweede kind van Arechis II en Adalperga, twee Longobardische edelen. Zijn vader was hertog van Benevento binnen het Longobardenrijk, en na de val van de Longobardische kroon, prins van Benevento. Om de goede relaties tussen Benevento en het Frankische Rijk te verzekeren, waren Grimoald en zijn oudere broer Romoald gijzelaars aan het Karolingische hof. Romoald mocht eerder terugkeren naar Benevento, doch Grimoald bracht een deel van zijn jeugd door als gijzelaar.
In 787 stierf zijn vader, Arechis II. Zijn moeder stuurde een delegatie naar Karel de Grote om Grimoald vrij te laten. Karel liet hem terugkeren naar het prinsdom Benevento als prins van Benevento, nadat Grimoald hem trouw gezworen had. Grimoald III was hierdoor een bondgenoot van het Karolingische Rijk, zonder officieel een vazal te zijn. Een jaar later, in 788, besteeg Grimoald III de vorstelijke troon in de kathedraal van Benevento. 
Aanvankelijk was zijn politiek pro-Frankisch. Dit leverde hem vijandschap op van de paus en van de keizer van Byzantium. Paus Adrianus I vond het niet kunnen dat de Franken de Kerkelijke Staat niet naar Zuid-Italië uitbreidden. De Byzantijnen vreesden eveneens voor een kleinere invloed in Zuid-Italië. Grimoald III versterkte het kasteel van zijn vader in Salerno, alsook in andere steden.
Na enkele jaren op de troon (791) wisselde Grimoald III van kamp. Hij huwde met Euanthia, een Byzantijnse prinses. Zij was verwant aan keizer Constantijn VI van Byzantium. De Byzantijnen beloofden Grimoald meer autonomie dan dat hij van de Franken kreeg. Hetzelfde jaar drongen Frankische milities het prinsdom Benevento binnen. Dit was het werk van een zoon van Karel de Grote: Pepijn van Italië. Er volgde een grotere veldtocht van Pepijn in 793.
Opnieuw veranderde Grimoald III van kamp (795). Hij verstootte zijn vrouw. Mogelijks zag hij als enige uitweg om de Frankische invallen te stoppen, Euanthia terug te sturen naar Byzantium. Grimoald kwam echter niet meer in de gunst van Pepijn van Italië, ook niet toen Karel de Grote zich liet kronen tot keizer (800). De keizer stuurde Pepijn op strafexpeditie naar Benevento (800). Grimoald III reageerde door de Frankische hertog van Spoleto aan te vallen (802). Tot Grimoalds dood in 806 bleef de spanning met het Karolingische Rijk groot. Aangezien Grimoald III geen nakomelingen had, benoemde hij een hoveling als opvolger. De nieuwe prins van Benevento werd Grimoald IV, bijgenaamd de Penningmeester of Stoleseyz. Deze ging voor een anti-Karolingische politiek.